# ジョー・アロージョ
ジョー・アロージョとしても知られるアルバロ・ホセ・アローヨ・ゴンサレス（Álvaro José Arroyo González 1955年11月1日 - 2011年7月26日）は、コロンビアのシンガーソングライターであり、サルサとトロピカル音楽の作曲家でした。 彼は彼の国でカリビアンミュージックの最も偉大な通訳者の一人と見なされていました。非常に若い年齢で、8歳で、彼女は彼女の故郷でのダンスイベントでシンガーとしての彼女の最初の公共の出演しました。彼は Fruko y sus tesos のような多くのサルサグループと一緒に歌い、そして彼はグループLa verdadを設立しました。1986年の最大のヒット曲の1つは、17世紀のカルタヘナでのアフリカの奴隷の反乱を扱った"La rebelión"でした。ジョー・アロージョのその他の最も成功した曲は、"El Caminante"、 "Confundido"、 "Manyoma"、 "Tania"（娘に捧げる）、 "El Ausente"で、すべてフルーコで録音されました。

## アルバム
- 1981 - Arroyando
- 1981 - Con Gusto y Gana
- 1982 - El Campeón
- 1983 - Actuando
- 1984 - Hasta Amanecé
- 1985 - Me le Fugué a la Candela
- 1986 - Musa Original
- 1987 - Echao Pa' Lante
- 1988 - Fuego En Mi Mente
- 1989 - En Acción
- 1990 - La Guerra de los Callados
- 1991 - Toque de Clase
- 1993 - Fuego
- 1994 - Sus Razones Tendrá
- 1995 - Mi Libertad
- 1996 - Reinando en Vida
- 1997 - Deja Que Te Cante
- 1998 - Cruzando el Milenio
- 1999 - En Sol Mayor
- 2001 - Marcando Terreno
- 2005 -Se Armo la Moña en Carnaval
- 2007 -El Súper Joe